# Maria Hoffmann-Ostenhof
Maria Hoffmann-Ostenhof (* 12. Jänner 1947 in Wien) ist eine österreichische Mathematikerin und Universitätsprofessorin in Ruhe an der Fakultät für Mathematik der Universität Wien.
Nach einem Mathematikstudium an der Philosophischen Fakultät der Universität Wien und der Universität Zürich promovierte sie 1973 bei Wilfried Nöbauer an der Universität Wien zum Thema Über Kongruenzverbände universaler Algebren und binärer Systeme. Im Jahr 1991 habilitierte sie sich mit dem Thema Nullstellen und asymptotisches Verhalten von {\displaystyle L^{2}}-Lösungen von Schrödingergleichungen. Seit 2010 ist sie im Ruhestand. Lange Zeit war sie die einzige habilitierte Hochschullehrerin am Institut für Mathematik.
Sie befasst sich unter anderem mit der quantenmechanischen Theorie der Atome und Moleküle, insbesondere der Schrödingergleichung. Gemeinsam mit ihrem Mann Thomas Hoffmann-Ostenhof hat sie wichtige Resultate über das Verhalten der Wellenfunktion von Atomen und zum Verständnis der Lösungen der Schrödingergleichung – der zentralen Gleichung der nicht-relativistischen Quantenmechanik, die das Verhalten von Atomen und Molekülen beschreibt, bewiesen.

## Privates
1970 heiratete sie den theoretischen Chemiker Thomas Hoffmann-Ostenhof. 1977 wurde ihr gemeinsamer Sohn Arthur geboren, der ebenfalls in Mathematik promovierte.

## Schriften (Auswahl)
- mit Thomas Hoffmann-Ostenhof, Local properties of solutions of Schrödinger equations, Comm. Partial Differential Equations 17 (1992), no. 3-4, 491--522.
- mit Thomas Hoffmann-Ostenhof und Nikolai Nadirashvili, The nodal line of the second eigenfunction of the Laplacian in {\displaystyle \mathbb {R} ^{2}} can be closed, Duke Math. J. 90 (1997), no. 3, 631--640.
- mit Bernard Helffer, Thomas Hoffmann-Ostenhof, Mark Owen, Nodal sets for groundstates of Schrödinger operators with zero magnetic field in non-simply connected domains, Comm. Math. Phys. 202 (1999), no. 3, 629--649.
- mit Søren Fournais, Thomas Hoffmann-Ostenhof, Thomas Østergaard Sørensen, The electron density is smooth away from the nuclei, Comm. Math. Phys. 228 (2002), no. 3, 401--415.[4]